# 国沢新九郎

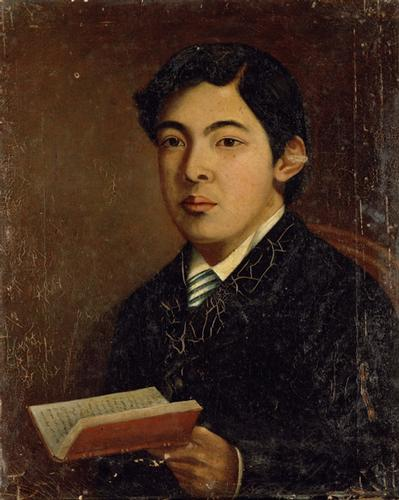
自画像

国沢 新九郎（くにさわ しんくろう、旧字体：國澤 新九郎、1848年1月27日（弘化4年12月22日） - 1877年（明治10年）3月12日）は、土佐藩士。明治維新後に洋画家・洋画塾の長。弟に衆議院議員や南満州鉄道理事長を務めた国沢新兵衛がいる。

## 生涯
土佐藩の幡多郡奉行、国沢四郎右衛門好古の長男として、小高坂村（現・高知市新屋敷）に生まれた。幼名は熊太郎。
1867年（慶応3年）（19歳）、土佐藩の小隊司令を命じられ、翌年の戊辰戦争にかけて京都・大阪・中国・松山を巡った。明治に改元した1868年11月に海軍局頭取、翌年2月に海軍指揮役兼大監寮となり、夕顔丸の船将として箱館戦争中の函館を往復した。
1870年（明治3年）、馬場辰猪らと土佐藩の留学生に選ばれ、太平洋・北米大陸・大西洋を経て、イギリスのキングトン・ラングレイ（Kington Langley）に、次いでウォーミンスター（Warminster）に滞在して、藩に命じられた法律学・政治学を学んだ。しかし、1872年（明治5年）頃に画学へ転向する。
既に結核を病んでいた。学半ばにロンドンへ移り、肖像画家ジョン・エドガー・ウィリアムズ（John Edgar Williams）に師事して洋画を修業した。
1873年（明治7年）、明治政府の帰国命令を受けて翌年帰国。高知の実家に滞在した後、遅くとも同年11月には上京、麹町平河町に洋画塾『彰技堂』を開いた。川上冬崖の『聴香読画楼』・高橋由一の『天絵楼』に続く三番目だったが、国沢が最初の外国帰りではあった。国沢は当初彼らを先達として尊敬していたが、1ヶ月後には冬崖を実技能力に乏しい「腐手の講釈師」、由一を手技にのみ拘泥した「瘂唖の弄丸師」と辛辣な評価をしている。
毎月の平河天満宮の縁日には塾生の作品を彰技堂の玄関に並べた。更に竹川町（現・東京都中央区銀座七丁目）に洋画展覧会を開設し、翌1875年、そこに分舎を置いた。
地方の塾生に寄宿舎を作り女子も入学させ幼少年の費用を軽くするなど、斬新な運営だった。イギリスから持ち帰った画材・石膏像・美術書などで指導した。本多錦吉郎・守住勇魚・浅井忠・西敬らが育った。
1877年（明治8年）、年初から結核が進み、後事を本多錦吉郎に託して、3月に没した。墓は青山霊園にある。

## 作品抄
- 『西洋婦人像』、（東京藝術大学大学美術館蔵）
- 『自画像』、（東京藝術大学大学美術館蔵）（上に転載）
- 『静物』、（東京藝術大学大学美術館蔵）
- 『海景』、（東京国立博物館蔵）
- 『英国風景（初春郊外）』、笠間日動美術館蔵
- 『ランプと洋書』、個人蔵
- 『坂本竜馬肖像画』、高知県立坂本竜馬記念館蔵